# Mausoleo del Mariscal Antonio José de Sucre
El Mausoleo del Mariscal Antonio José de Sucre, Mausoleo de Sucre o incluso Capilla de Sucre es un monumento funerario destinado a guardar las cenizas del mariscal Sucre. Está ubicado junto a la nave sur de la Catedral Metropolitana de Quito, entre la sacristía y la Capilla de Santa Ana, y fue inaugurado el 25 de agosto de 1932. El sepulcro donde están sus cenizas está hecho de roca andesita traída del volcán Pichincha.

## Antecedentes

### Asesinato de Sucre y el paradero de sus restos

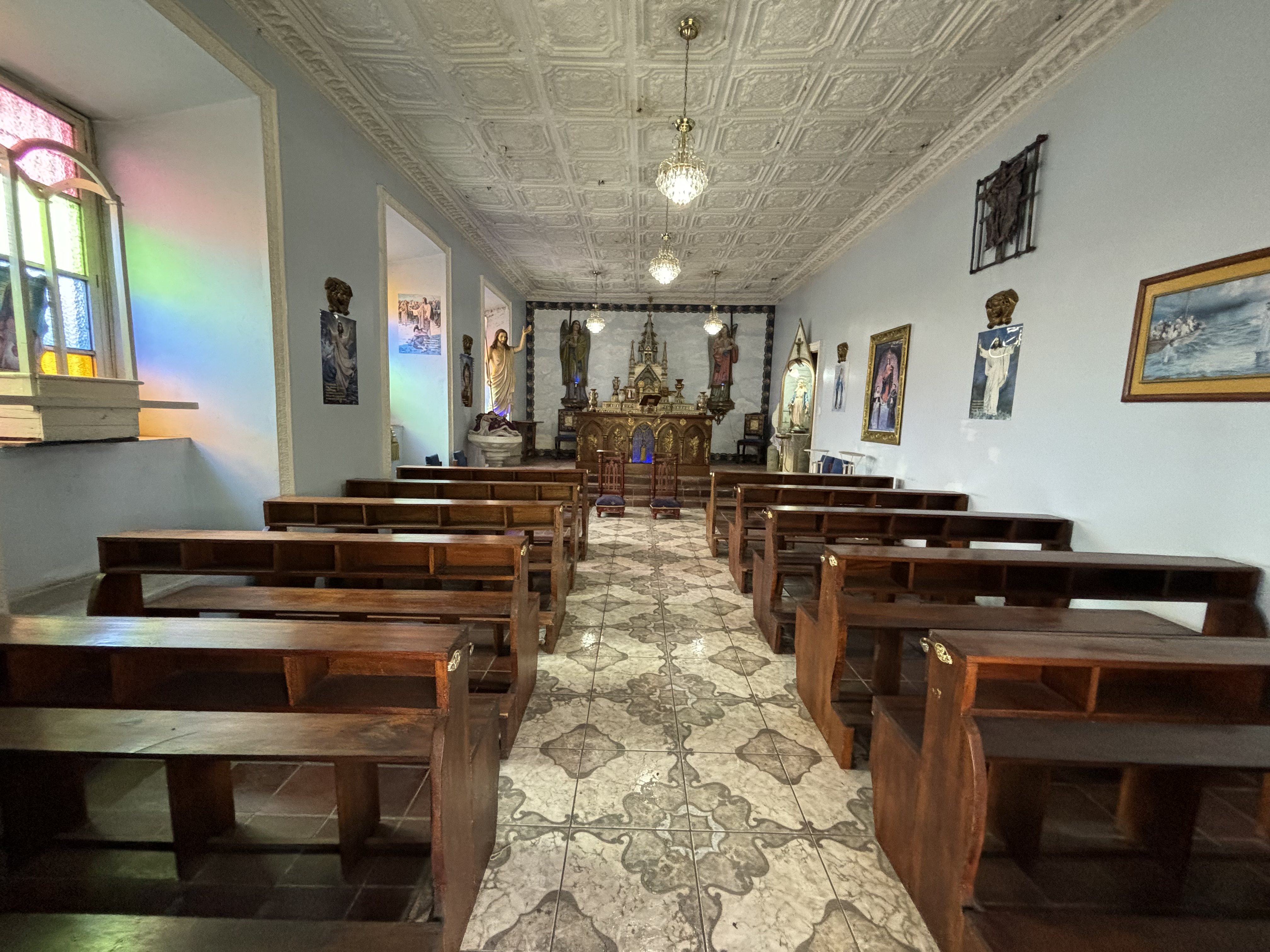
Oratorio de la hacienda de El Deán, donde originalmente estuvo enterrado el mariscal antes de ser llevado en secreto al Monasterio de El Carmen Bajo en Quito.

Días después de su asesinato acaecido en la región de Berruecos el 4 de junio de 1830. los restos del mariscal Sucre fueron trasladados en secreto al oratorio de la hacienda El Deán, ubicada en el Valle de los Chillos y propiedad de su viuda Mariana Carcelén, marquesa de Solanda. Posteriormente, cuando se supo que el cadáver del mariscal había llegado a Quito, su viuda decidió hacer correr el rumor de que fue enterrado en la Iglesia del Convento de San Francisco para así despistar a quienes buscaban su tumba.Alrededor de esa época la marquesa mandó exhumar el cadáver de Sucre para depositarlo, igualmente en secreto, frente al altar mayor de la iglesia del Monasterio de El Carmen Bajo en Quito Durante años los gobiernos de Venezuela y Bolivia reclamaron al gobierno ecuatoriano la entrega de sus restos, el primero por ser el lugar de su nacimiento y el segundo porque el mariscal fue su primer presidente En 1876 y 1894 dos comisiones del gobierno venezolano hicieron una búsqueda en la Iglesia de San Francisco Estas comisiones fracasaron en su búsqueda pues donde se suponía que estaba enterrado el mariscal Sucre solo se hallaron ladrillos
El paradero de sus restos permaneció oculto hasta que en 1900 la madre María de la Concepción Jameson, superiora del monasterio, contó al obispo de Ibarra Federico González Suárez que Mariana Carcelén solía visitar con frecuencia el altar de la iglesia del monasterio. Con esta información el gobierno ecuatoriano, presidido entonces por Eloy Alfaro, organizó una comisión para averiguar el lugar exacto dónde reposaban sus restos. Dicha comisión logró redescubrirlos en el lugar mencionado por la madre Jameson y los exhumaron el 24 de abril de 1900. Los análisis respectivos para verificar su identidad estuvieron a cargo de una junta forense organizada por la facultad de medicina de la Universidad Central del Ecuador y dirigida por el doctor Alejandro Melo.El informe perito se entregó el 7 de mayodel mismo año. Como parte de estos procedimientos forenses para certificar la identidad de los huesos, el pintor Joaquín Pinto hizo una reproducción del cráneo en una pintura al óleo, la cual se conserva en la actualidad en el Museo Alberto Mena Caamaño

### Traslado a la Catedral Metropolitana de Quito
La ceremonia de honras fúnebres consistió en una serie de eventos cívicos que comenzaron el 29 de mayo y duraron una semana. Fue así como el 4 de junio de 1900, día del 70.º aniversario de su asesinato, sus restos fueron finalmente trasladados en procesión pública desde el Monasterio de El Carmen Bajo hasta la Catedral Metropolitana de Quito. El obispo e historiador Federico González Suárez estuvo a cargo del discurso y oración fúnebre hecha en este último lugar.En estos eventos participaron representantes de todos los ámbitos de la sociedad ecuatoriana entre autoridades civiles y eclesiásticas, instituciones educativas, miembros de la prensa, diplomáticos, etc
En un inicio sus restos fueron depositados en una urna de mármol de Carrara, y colocados en la Capilla de las Almas ubicada en la nave sur de la Catedral y donde están enterrados otros personajes importantes de la cultura y política del Ecuador. Sin embargo, más tarde se desocupó otra de las capillas de la nave sur con el fin de construir un mausoleo para albergar sus cenizas, este es el lugar que ocupan hasta la actualidad.

## Construcción del mausoleo

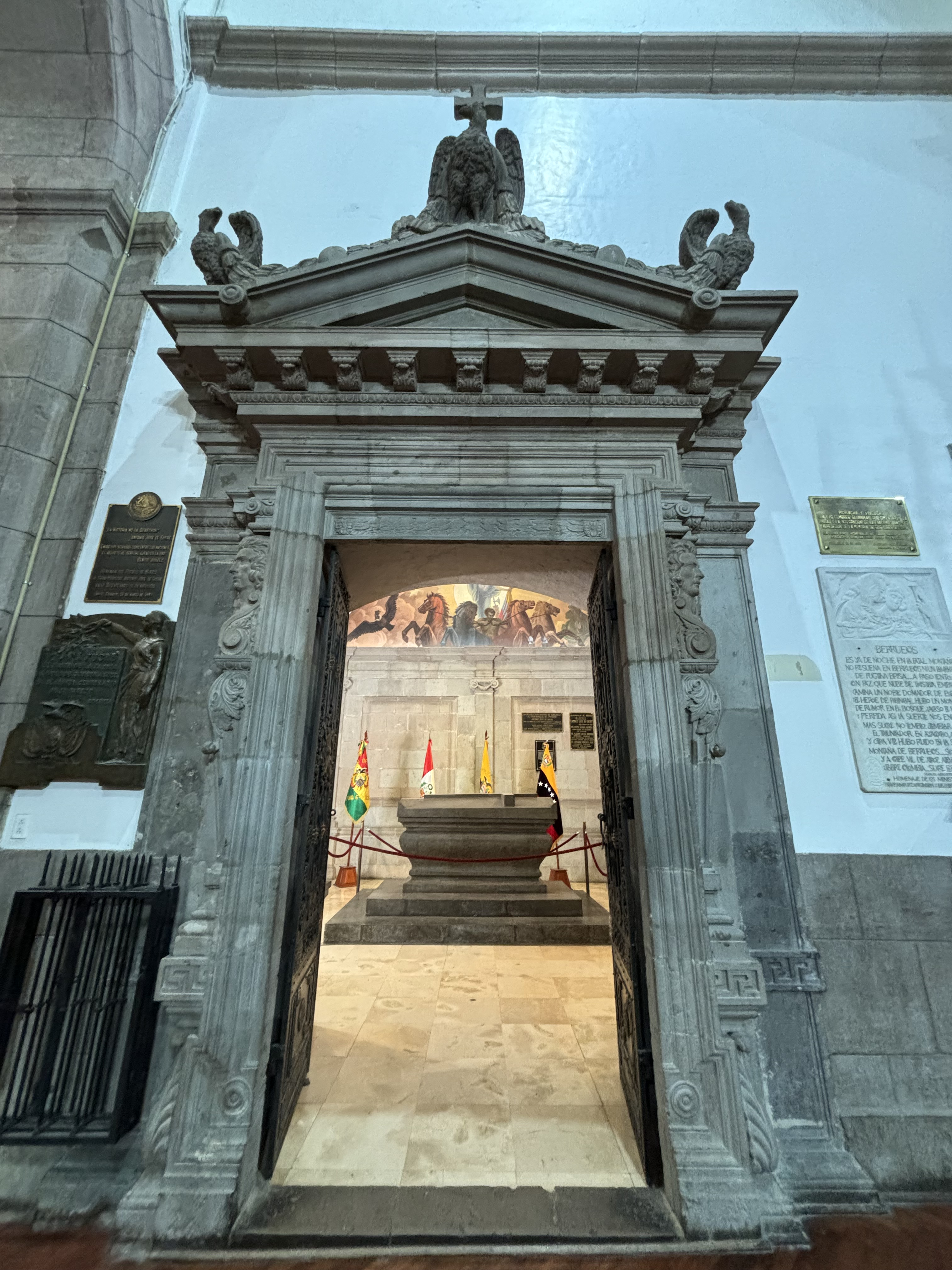
Pórtico del mausoleo con placas conmemorativas a ambos lados.

El 24 de mayo de 1922 durante una sesión solemne del Concejo Municipal de Quito y en atención al Centenario de la Batalla de Pichincha se estableció la creación del "Comité Mausoleo de Sucre" encargado de erigir un monumento al mariscal. Se consideró en un inicio un lugar cercano a las faldas del volcán Pichincha, como el Cementerio de San Diego. Finalmente se optó por reutilizar una capilla que estaba junto a la sacristía de la Catedral Metropolitana de Quito

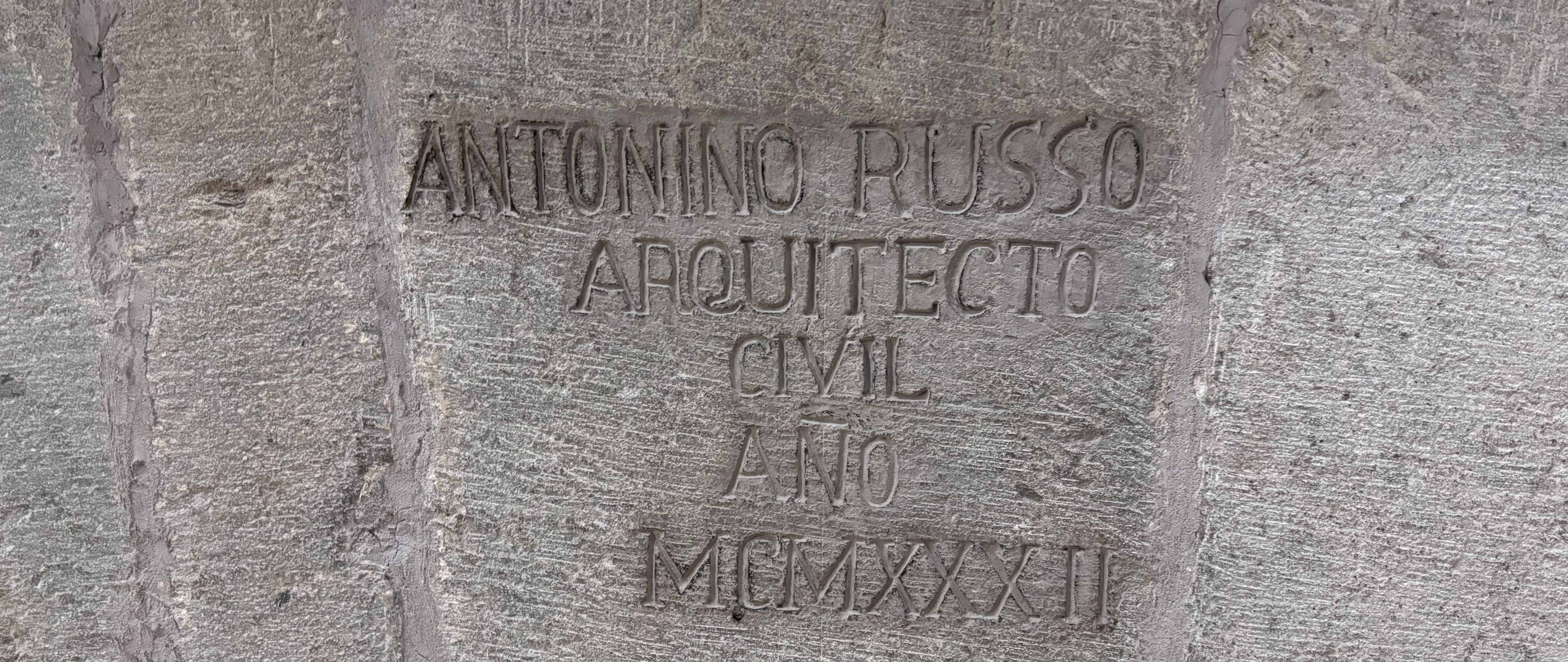
Inscripción con el nombre del arquitecto y la fecha (1932).

El encargado del diseño del proyecto fue el arquitecto Augusto Ridder, mientras que Antonino Russo lo fue de su ejecución Las enjutas de los arcos contienen esculturas trabajadas por el artista Luis Mideros(1898-1970). Finalmente, los murales que decoran el mausoleo fueron obra de su hermano Víctor Mideros, y datan de 1932
El Mausoleo del Mariscal Sucre se inauguró el 25 de agosto de 1932.

## Elementos
Además del sarcófago de piedra andesita, el mausoleo contiene una serie de elementos conmemorativos y simbólicos:

### Sarcófago
El sarcófago que contiene la urna con las cenizas de Sucre está hecho de piedra andesita traída del volcán Pichincha:. La elección de este material tiene como objetivo honrar uno de los deseos que el mariscal Sucre expresó en una de sus cartas

«Pienso que mis huesos se entierren en el Ecuador, o que se tiren dentro del volcán Pichincha.»
Carta del mariscal Antonio José de Sucre al general José Trinidad Morán, 2 de diciembre de 1825

Al pie del sepulcro, en la parte posterior, se lee la siguiente inscripción latina grabada sobre una placa de mármol:

† INCLITI DUCIS †
ANTONII JOSEPHI SUCRE
OSSA SUB SANCTÆ CRUCIS VEXILLO,
IN FUTURÆ RESURRECTIONIS SPE,

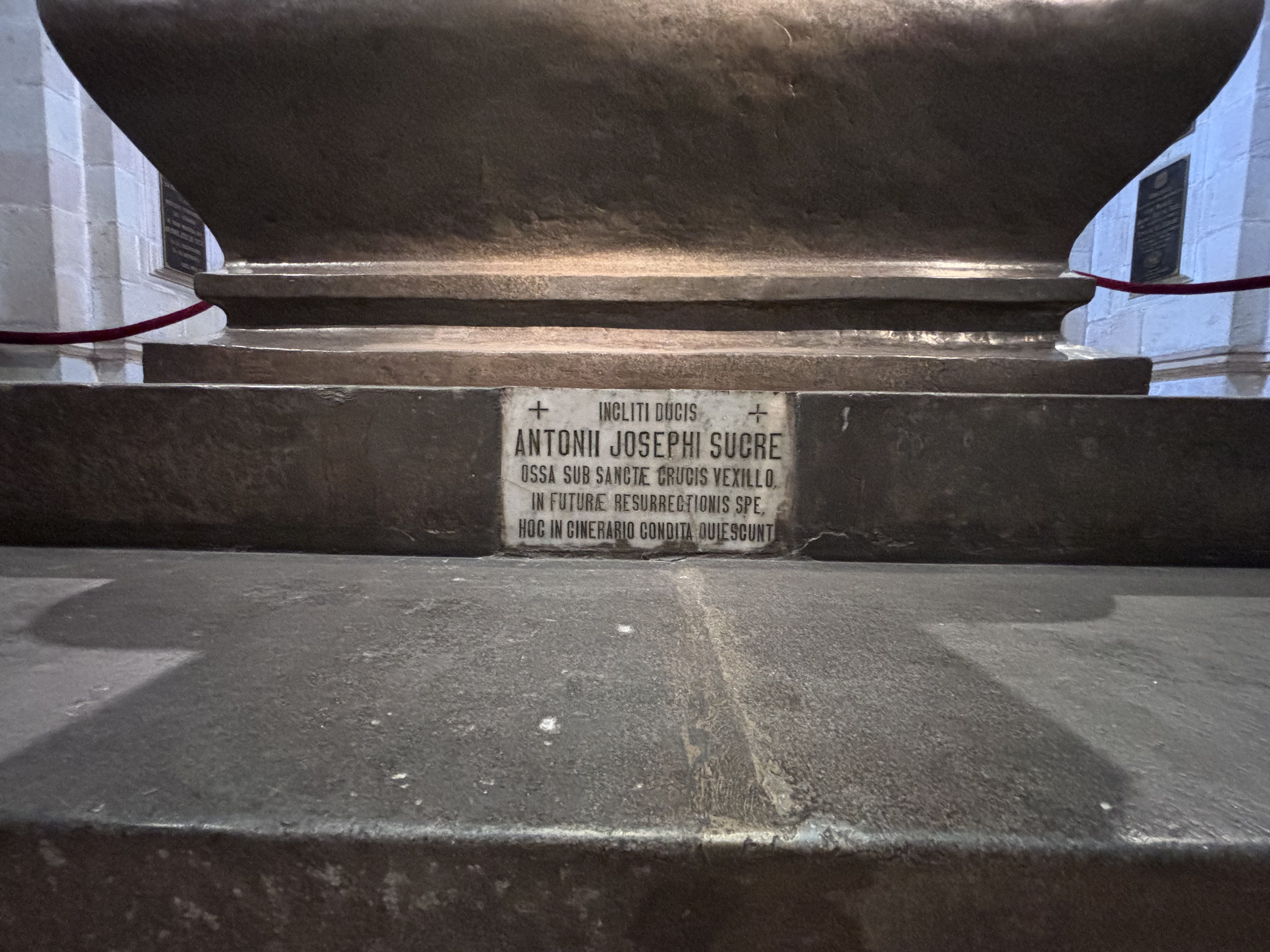
Inscripción en latín en el sepulcro de Sucre.

HOC IN CINERARIO CONDITA QUIESCUNT

Según una publicación de 1918 de Manuel Segundo Sánchez, está inscripción ya estaba presente en el mausoleo original cuando este todavía se encontraba ubicado en la Capilla de las Almas de la misma Catedral.

### Obras de Víctor Mideros
En 1932 el pintor Víctor Mideros fue contratado para decorar el interior del mausoleo. Entre las pinturas que adornan sus arcos se cuentan:

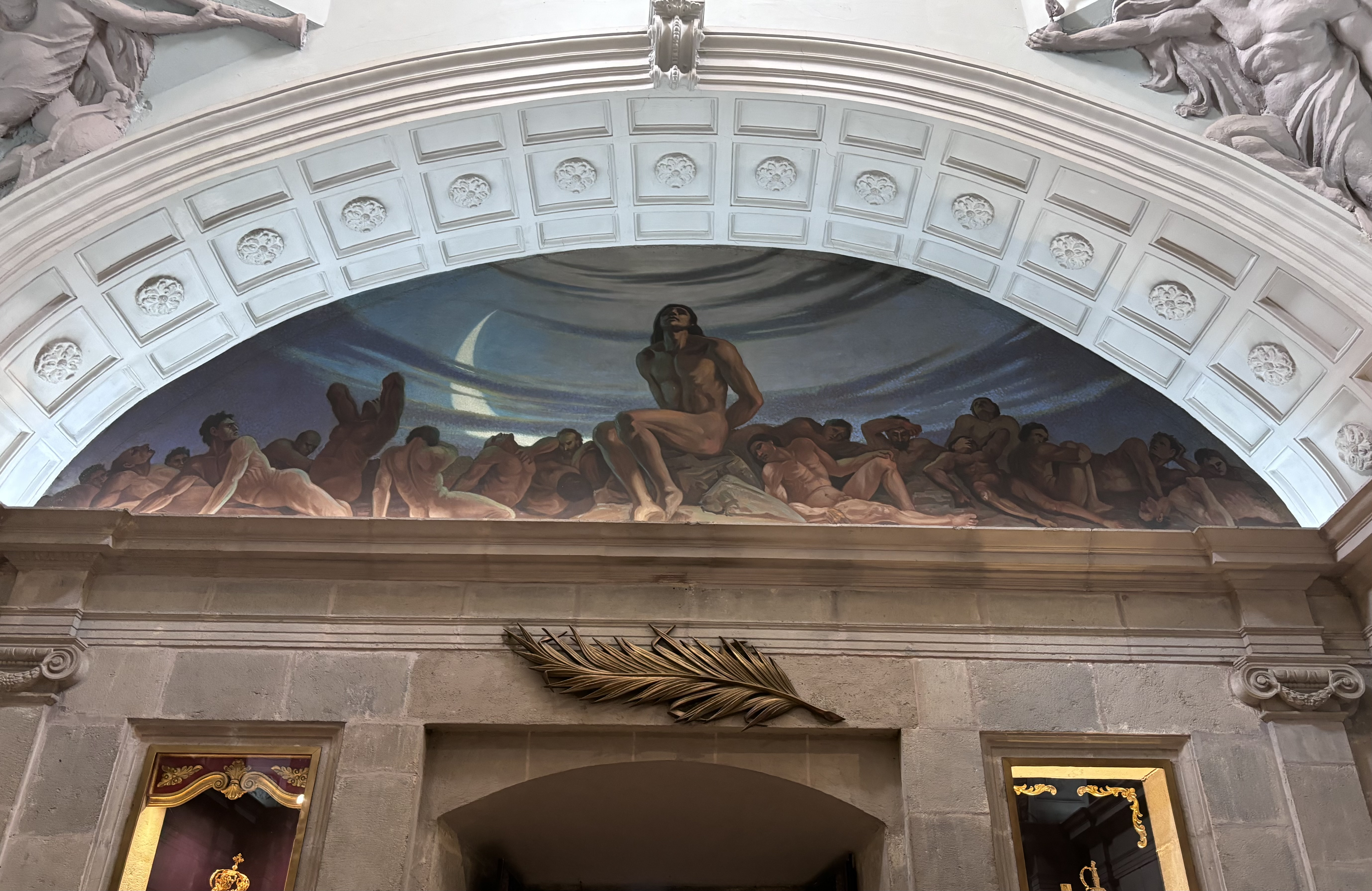
La victoria o el día[4]o El día y la Independencia,[14] en el arco sur.
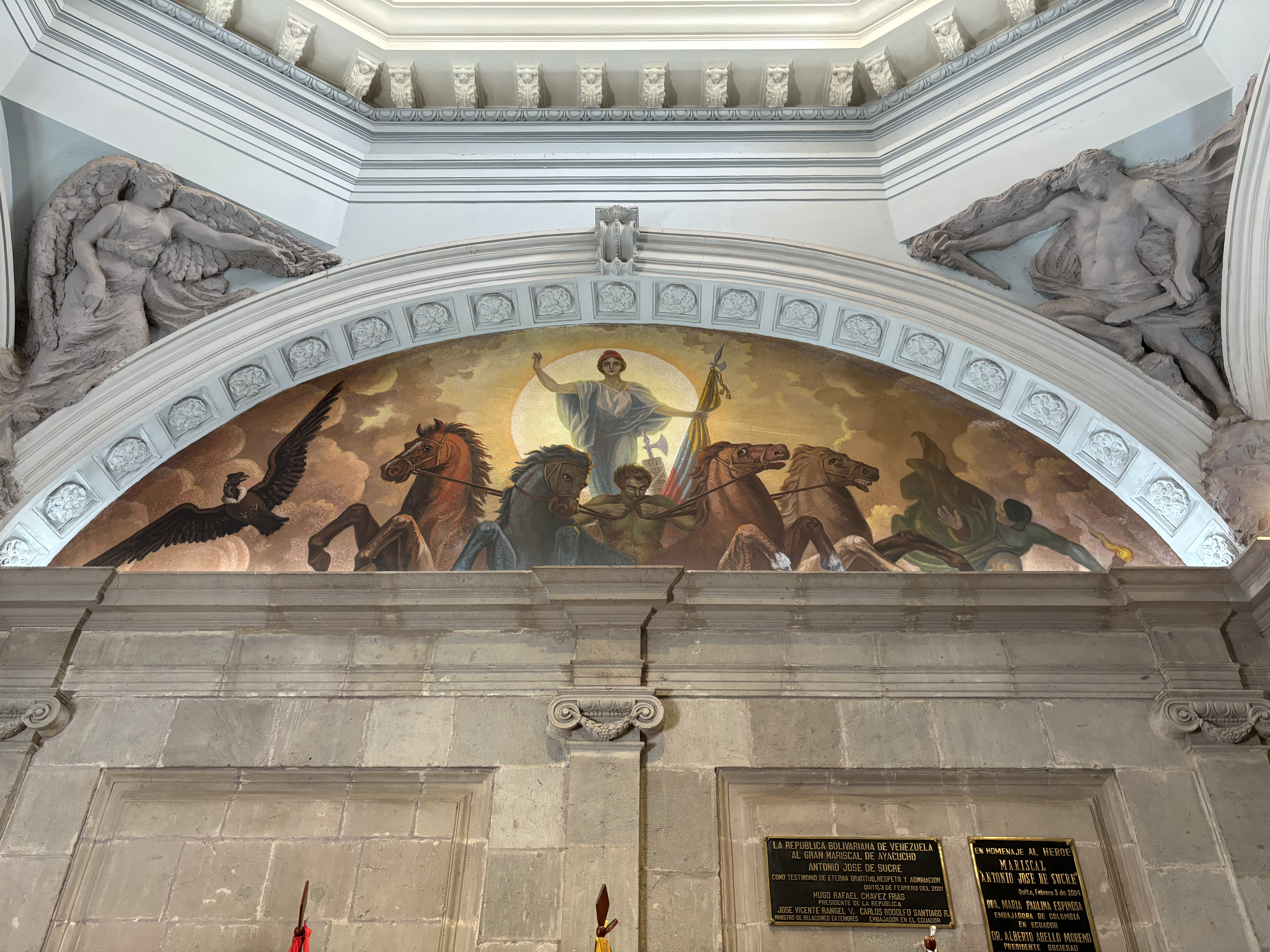
La noche o la esclavitud,[4] en el arco norte.  - La noche o la esclavitud
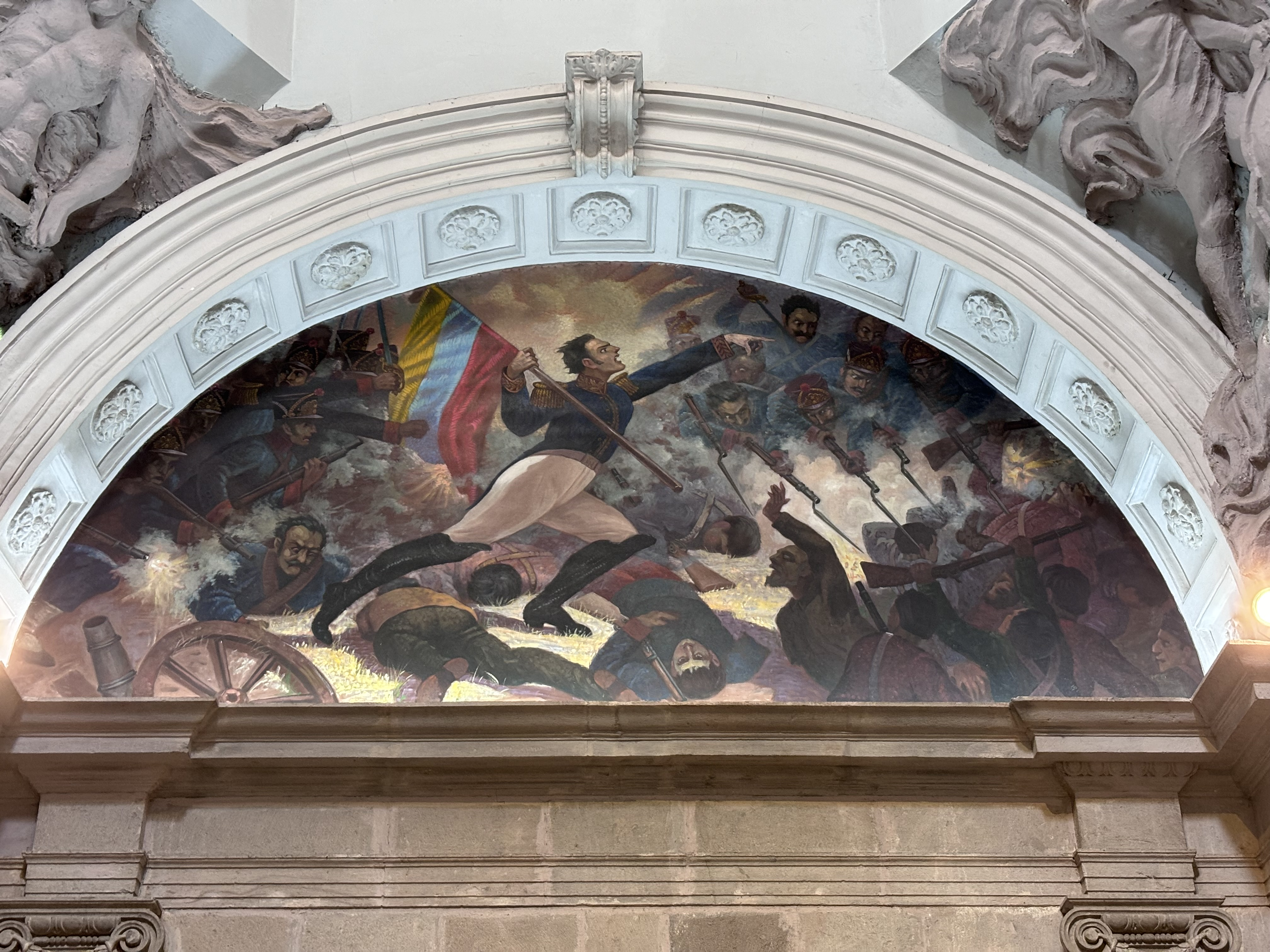
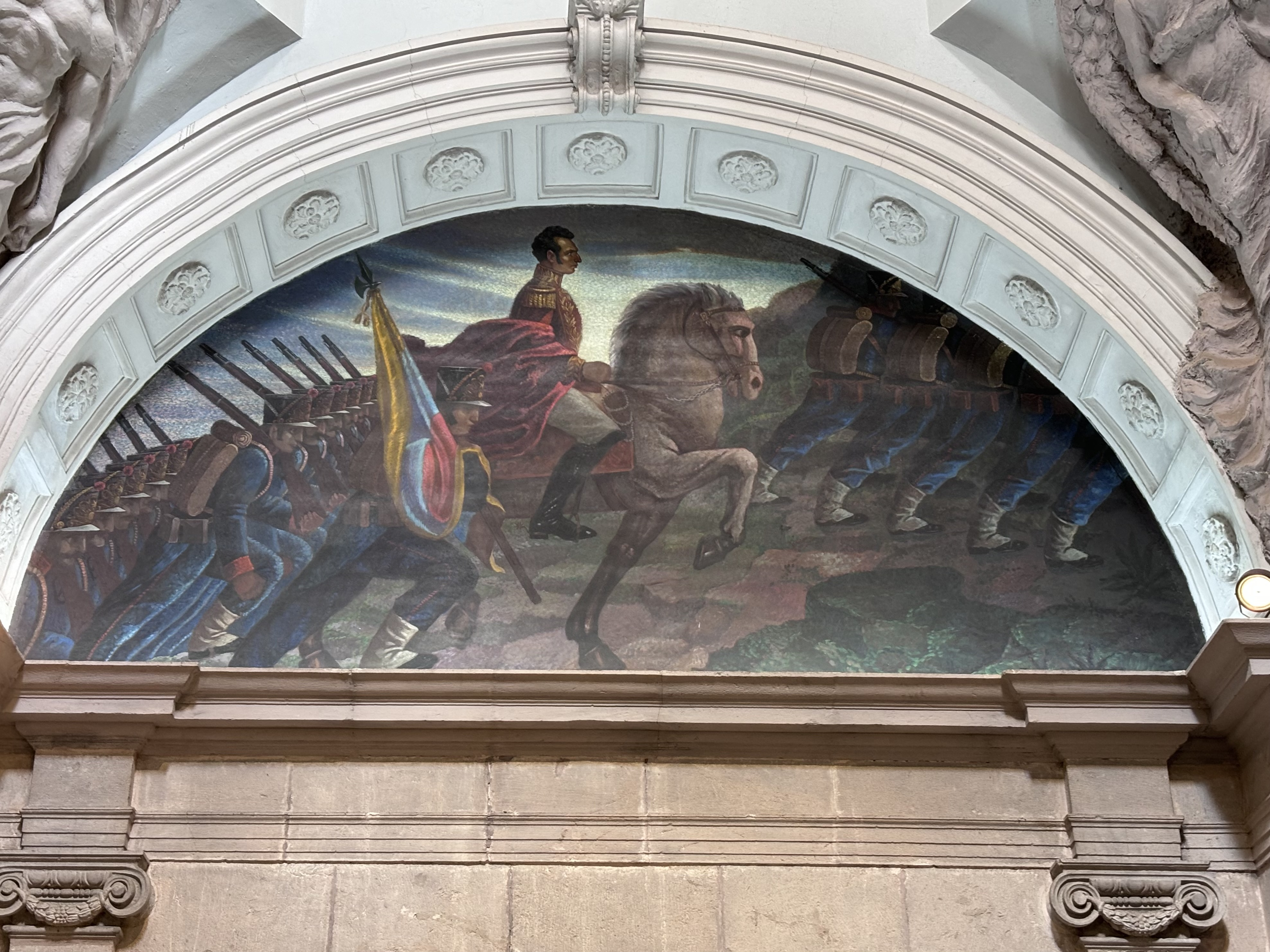
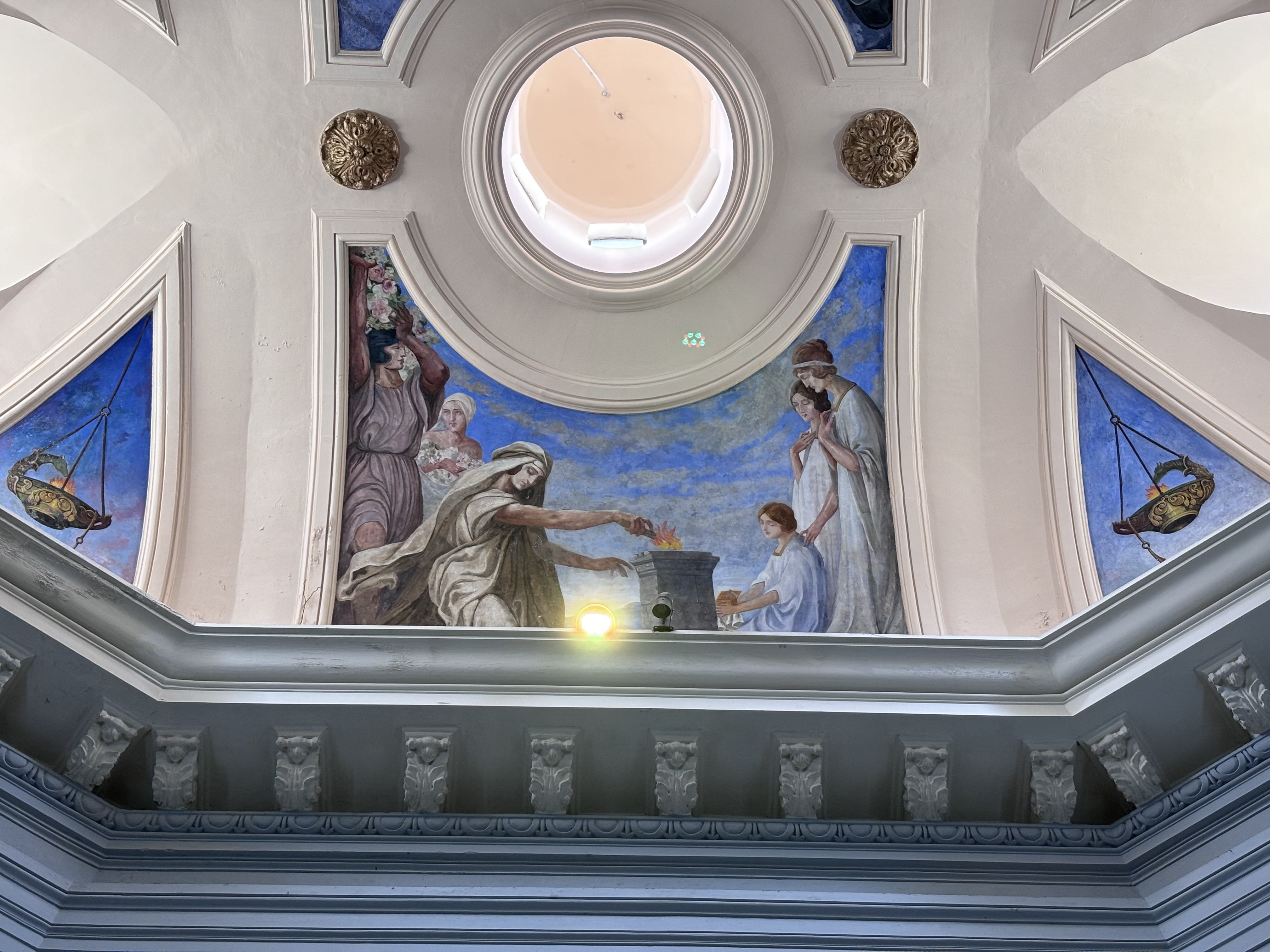
Cúpula, detalle.
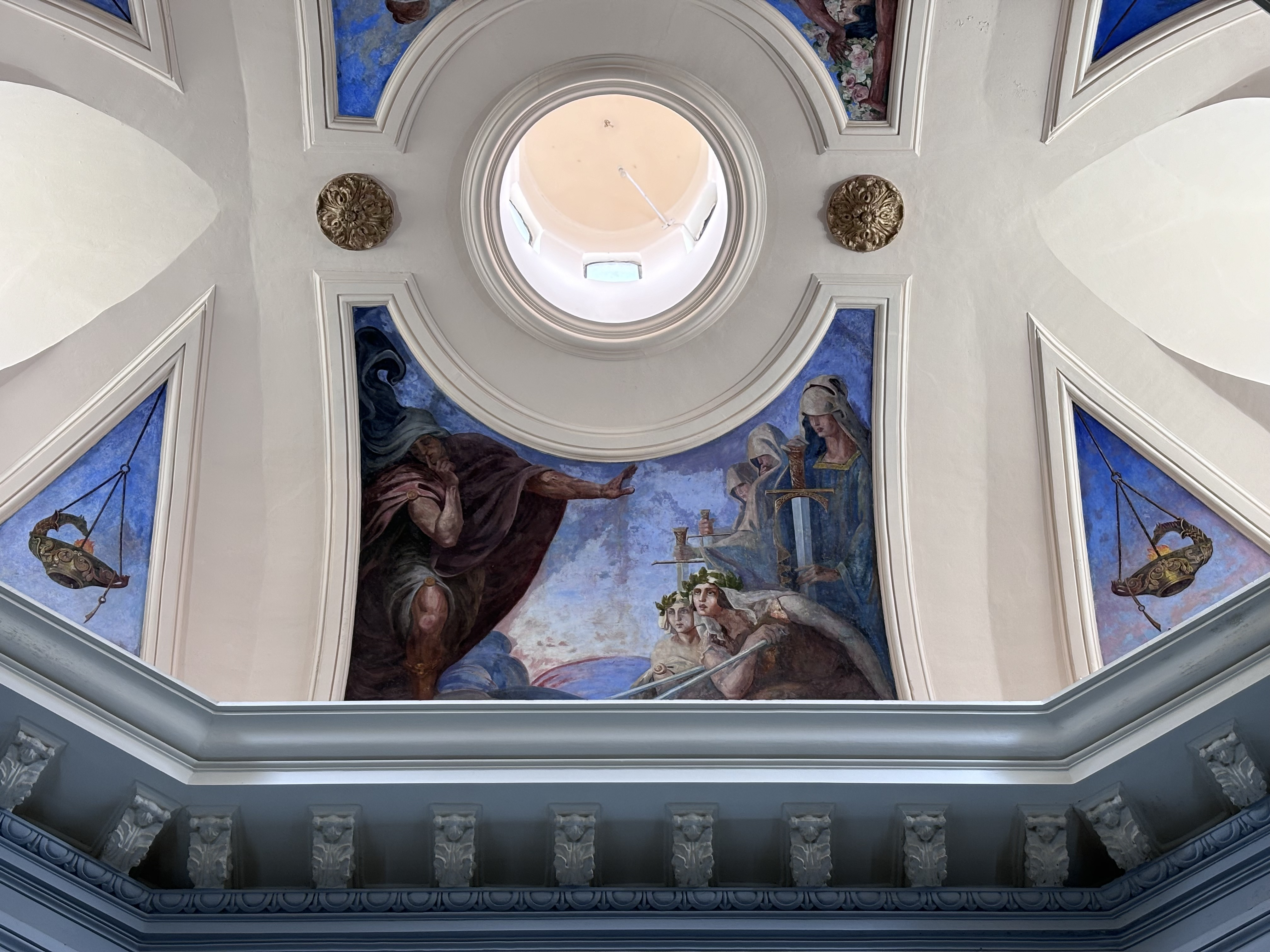
Cúpula, detalle.
  - La victoria o el día
  - Cúpula, detalle.
  - Cúpula, detalle.

### Virgen de la Merced

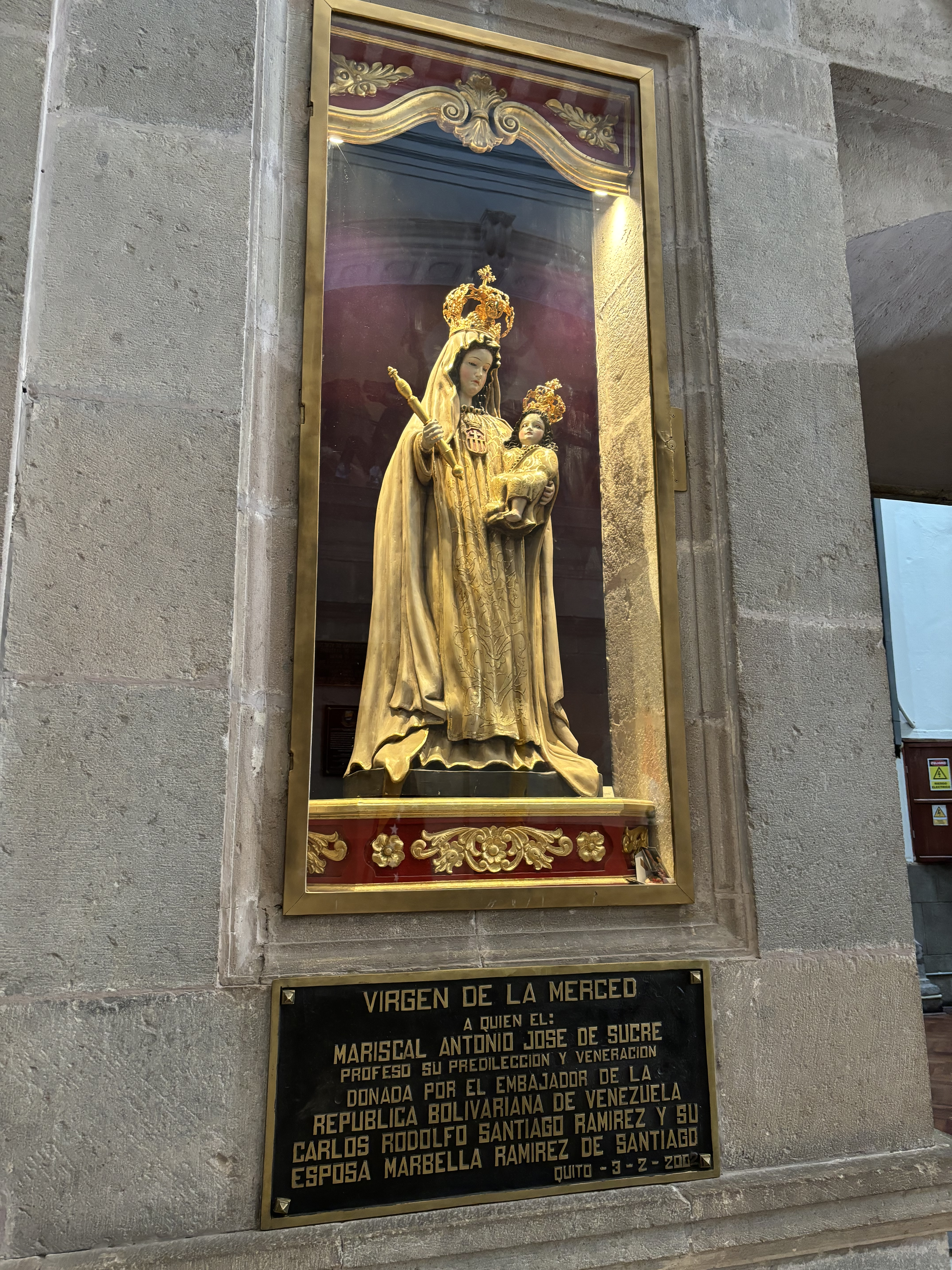
Virgen de la Merced.

La Virgen de la Merced ocupa un lugar especial en el imaginario de la nación ecuatoriana debido a su asociación con Antonio José de Sucre y la Batalla de Pichincha. Esto se debe a que antes de la batalla el mariscal se había encomendado a su advocación para que le permitiera la victoria. Luego de la batalla, Sucre le rindió un homenaje y hasta la actualidad es considerada patrona del ejército ecuatoriano. Su imagen está ubicada en uno de los nichos ubicados en la pared norte del mausoleo, junto a la puerta.

### Réplica de la espada de Simón Bolívar

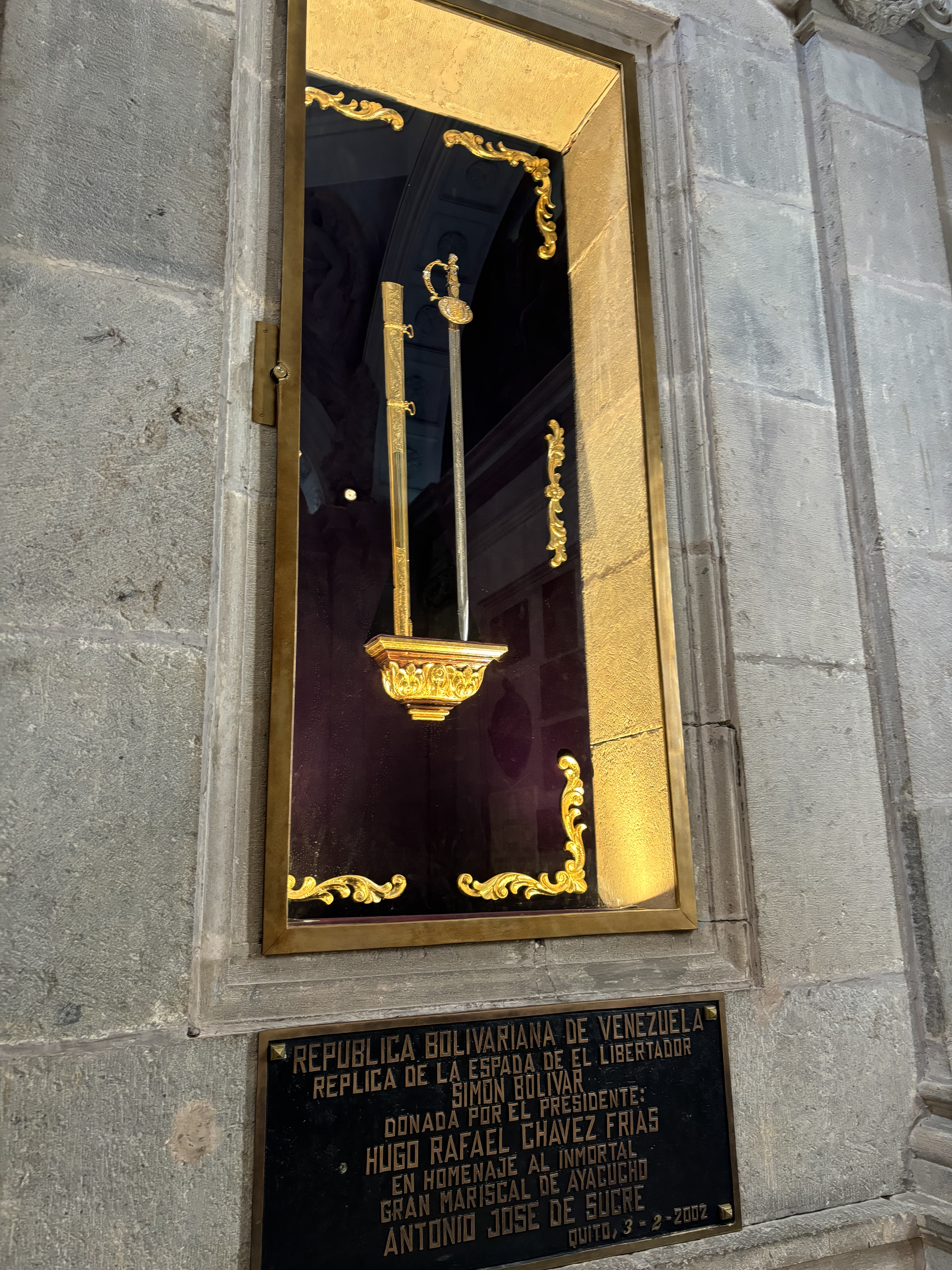
Réplica de la espada de Simón Bolívar.

Una réplica de la espada de Simón Bolívar entregada por Hugo Chávez en 2002 ocupa el segundo nicho en la pared norte del mausoleo, junto a la entrada.

### Otros elementos
El pórtico del mausoleo es de estilo neoclásico decorado con tres cóndores de piedra a manera de acroteras. En el interior, las paredes muestran columnas adosadas de estilo jónico entre las cuales se encuentran varias placas conmemorativas de varios países e instituciones. Detrás del sarcófago están las banderas de las repúblicas de Bolivia, Perú, Ecuador, Venezuela y Colombia.

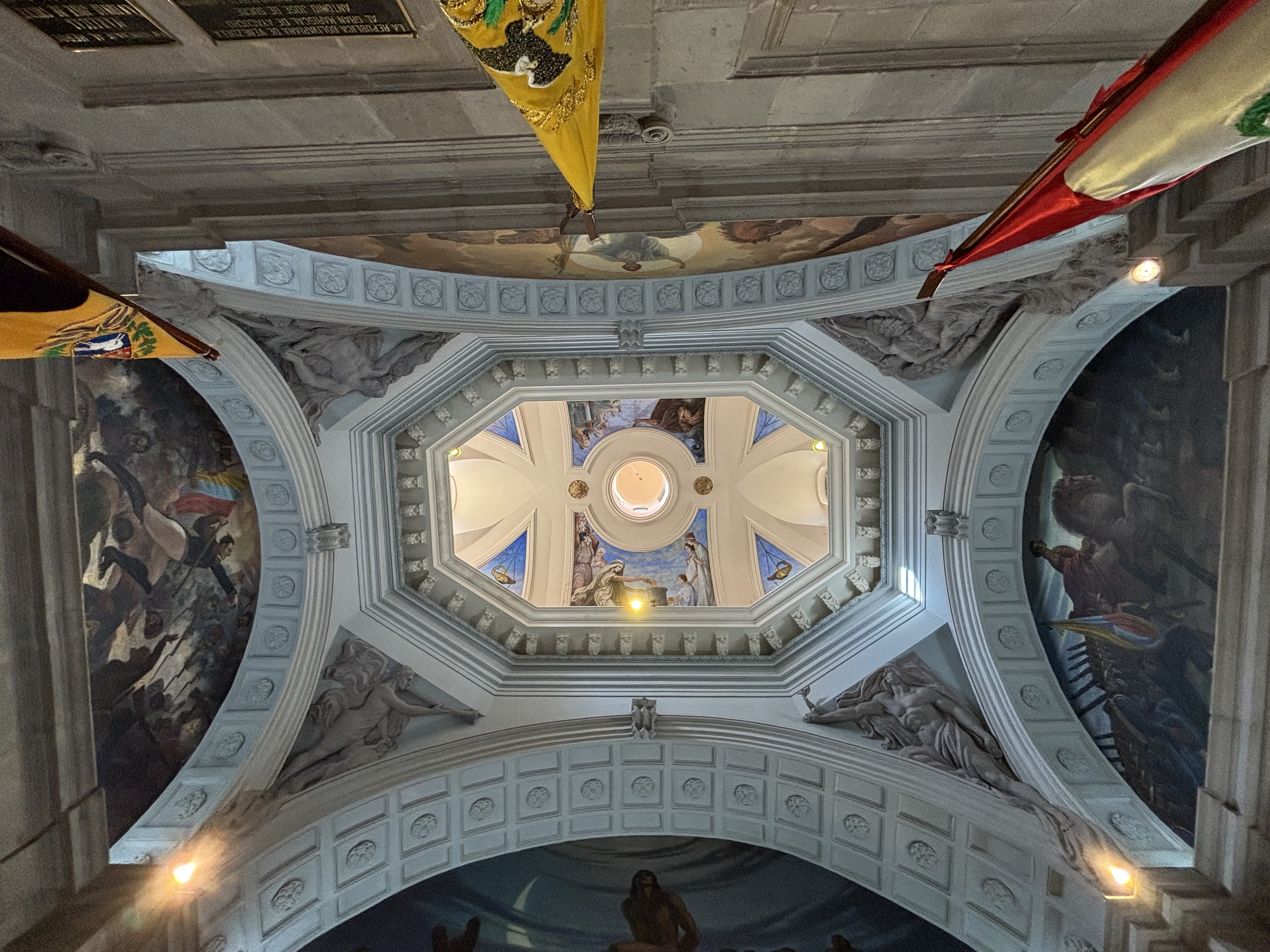
Interior de la cúpula del mausoleo
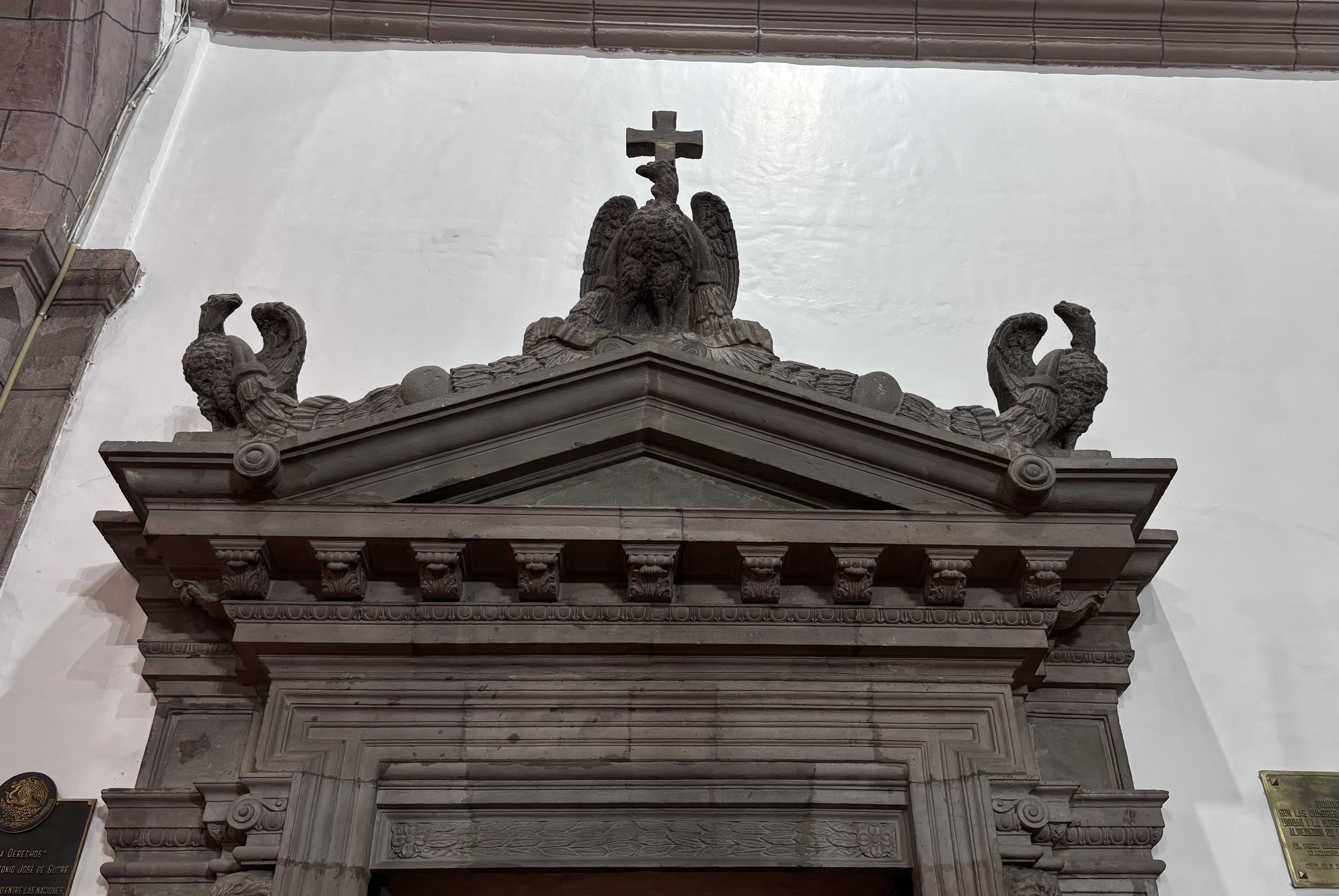
Cóndores de piedra decoran el pórtico.
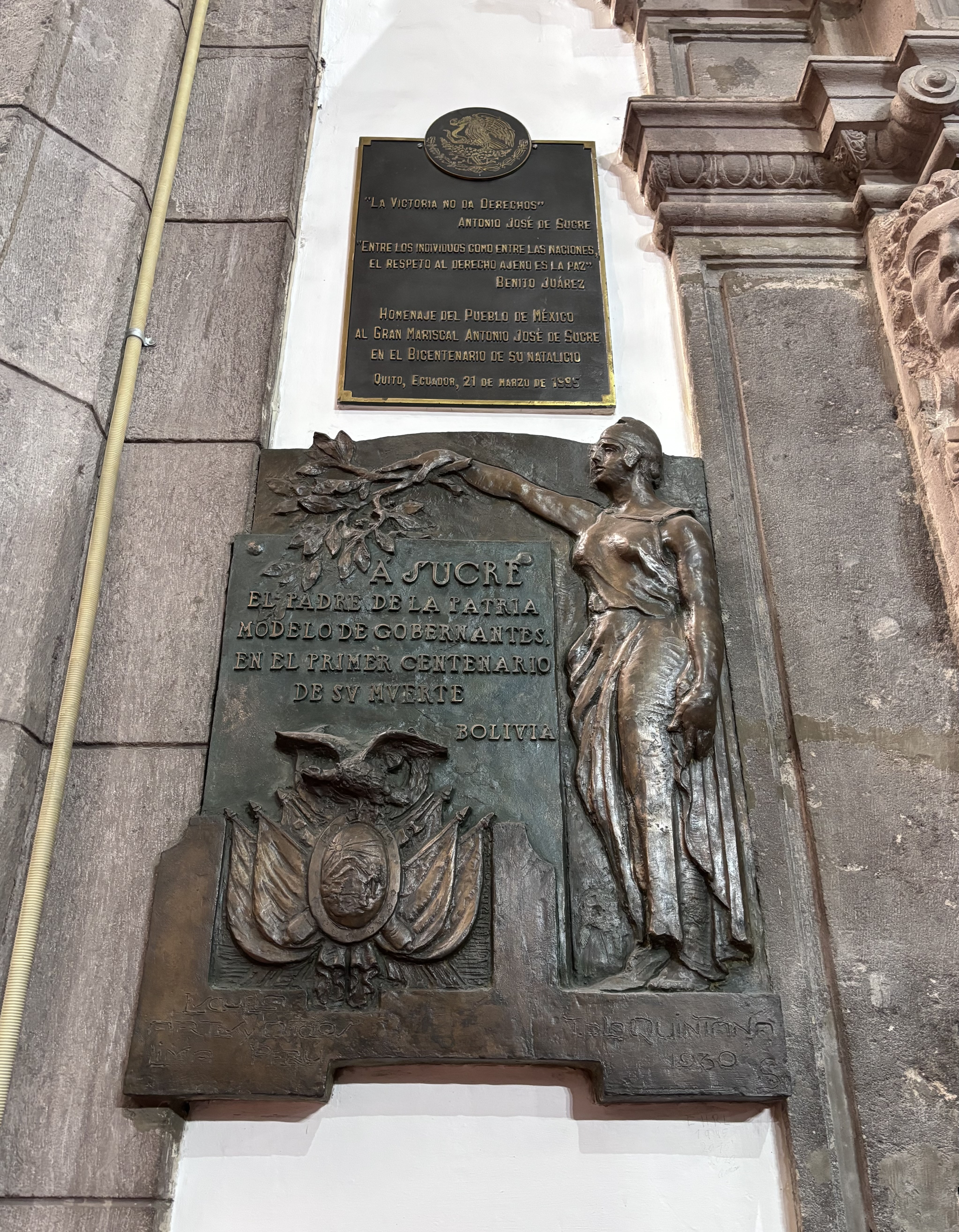
Placas conmemorativas.
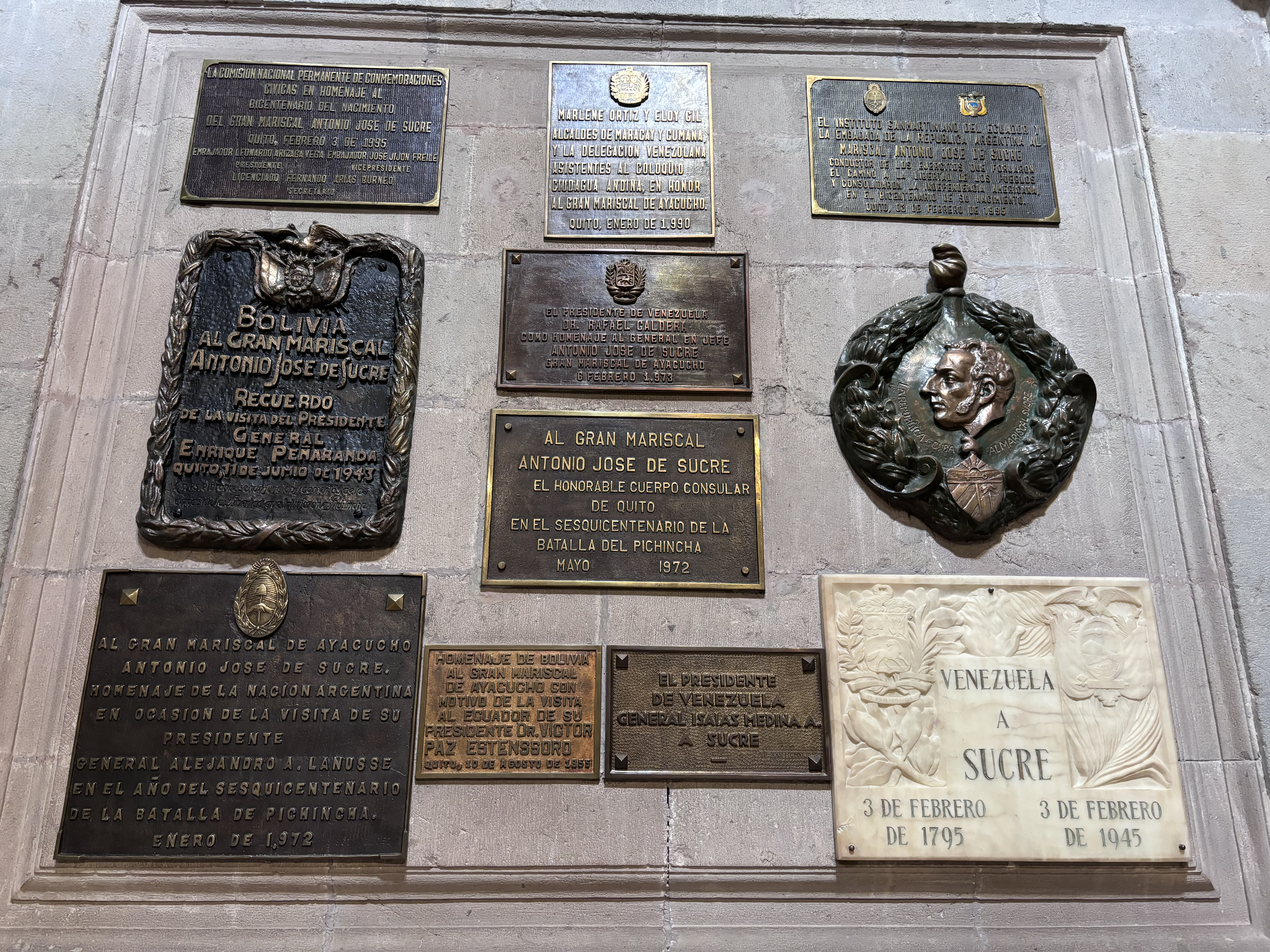
Placas conmemorativas.
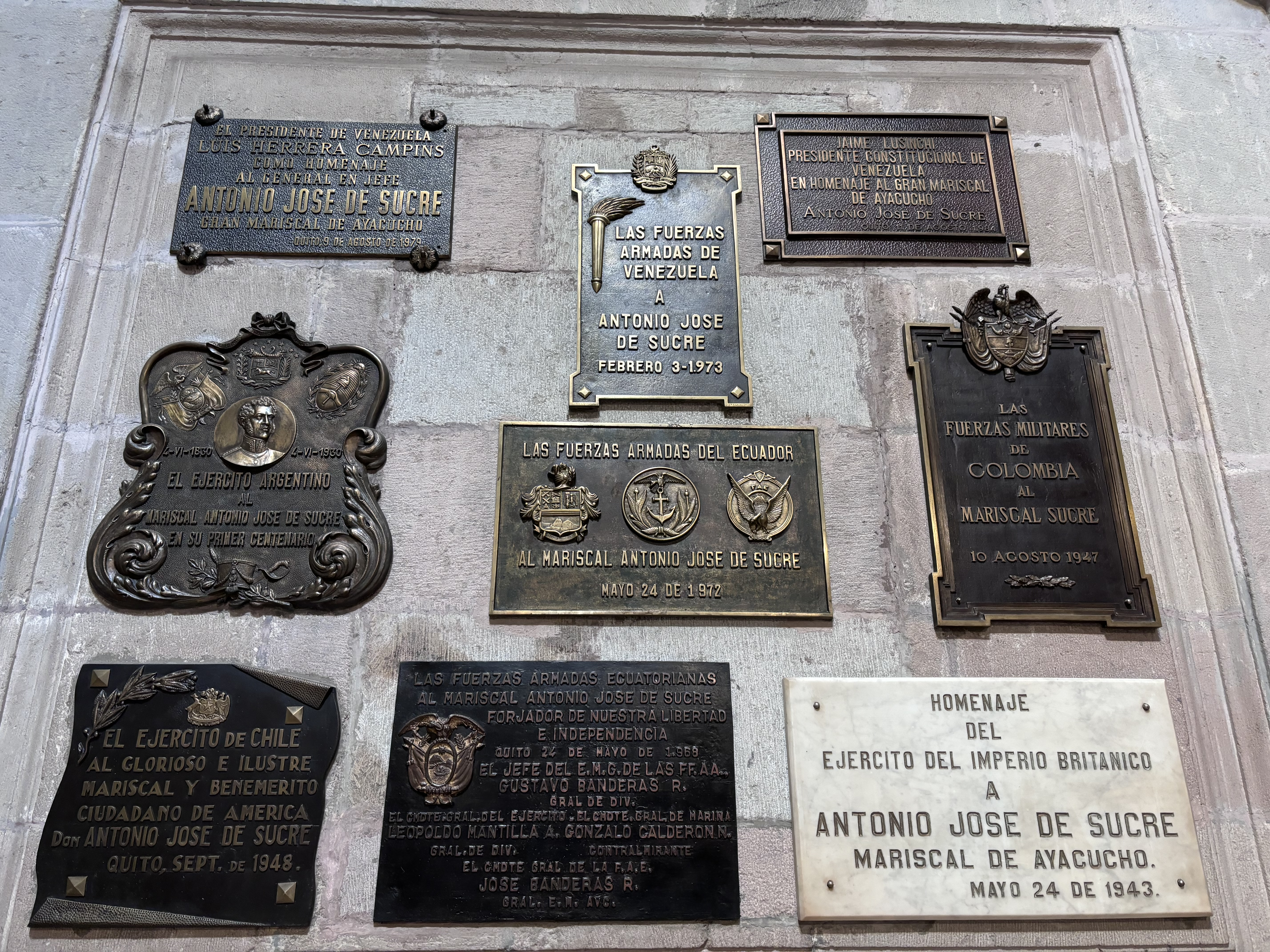
Placas conmemorativas.
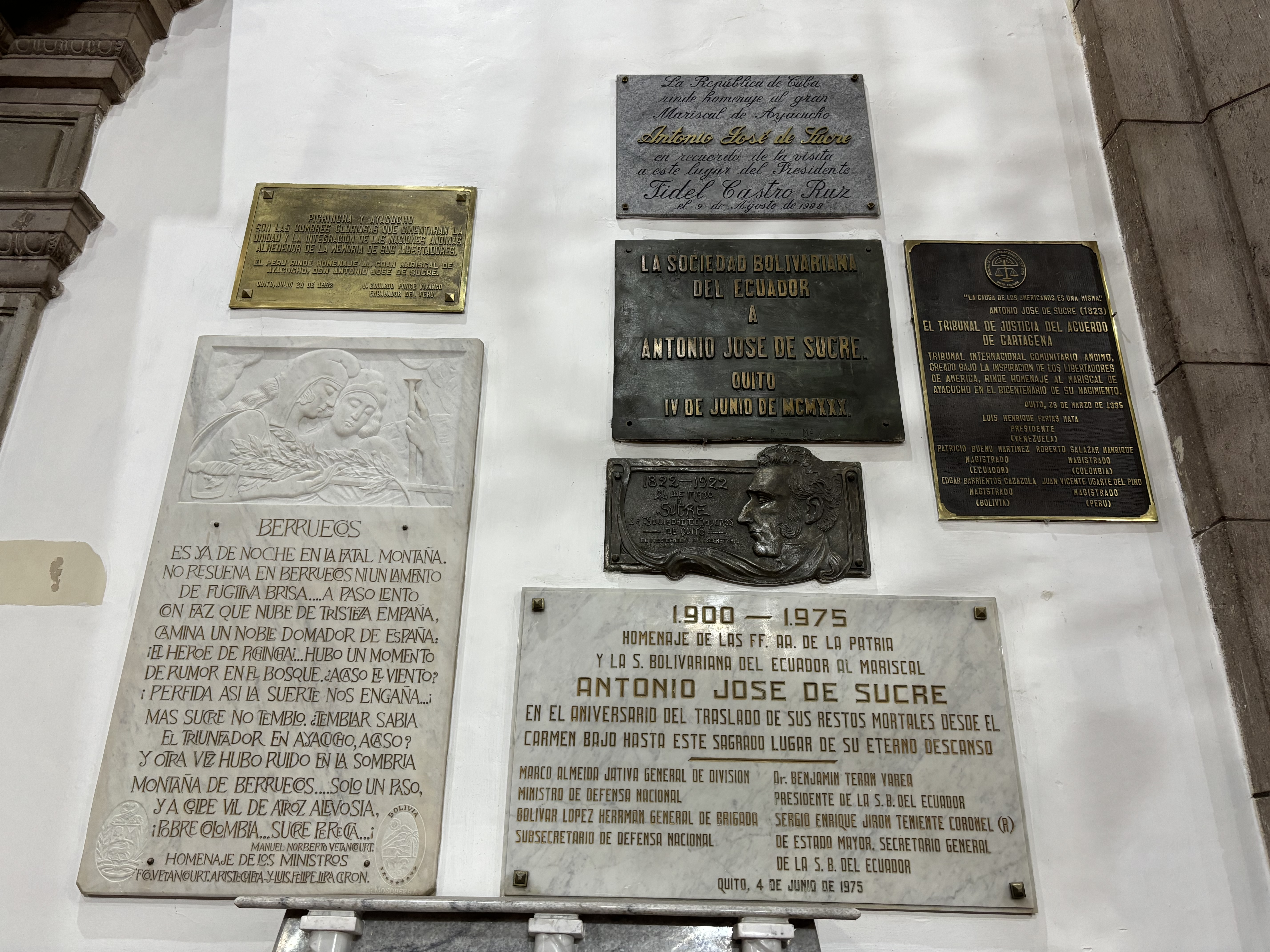
Placas conmemorativas.